# شيح صيني
شيح صيني أو أرطماسيا صينية (الاسم العلمي Artemisia stelleriana)، نبات طبي من فصيلة النجمية. أورد هالر أن سُوق الشيح
تُحرق لكي الأعضاء المُؤلمة عِند المصابين بالنقرس في اليابان. وذكر أن الألياف القطنية الموجودة في أوراق الشيح الصيني تُستعمل
في الصين للهدف عينه. كذلك في فرنسا تُستخدم لتحضير آنية الكي الفُضالةُ الزغبية التي تحصل من جراء سحق أوراق الشيح شائع.